# Résolution 748 du Conseil de sécurité des Nations unies
Membres permanents
- Chine
- États-Unis
- France
- Royaume-Uni
- Russie

Membres non permanents
- Autriche
- Belgique
- Cap-Vert
- Équateur
- Hongrie
- Inde
- Japon
- Maroc
- Venezuela
- Zimbabwe

Résolution no 747 Résolution no 749
La résolution 748 de l'ONU a été prise le 31 mars 1992 et démarre l'embargo contre la Jamahiriya arabe libyenne, le régime de Mouammar Kadhafi. La Libye est accusée d'avoir organisé l'attentat de Lockerbie en 1988 et l'attentat du DC-10 d'UTA au Niger en 1989.
Le régime de sanctions a été levée en 2003, autorisant à nouveau la Libye à commercer librement.

## Texte
- Résolution 748 Sur fr.wikisource.org
- Résolution 748 Sur en.wikisource.org